# Comparettia macroplectron
Comparettia macroplectron es una especie de orquídea epífita.  

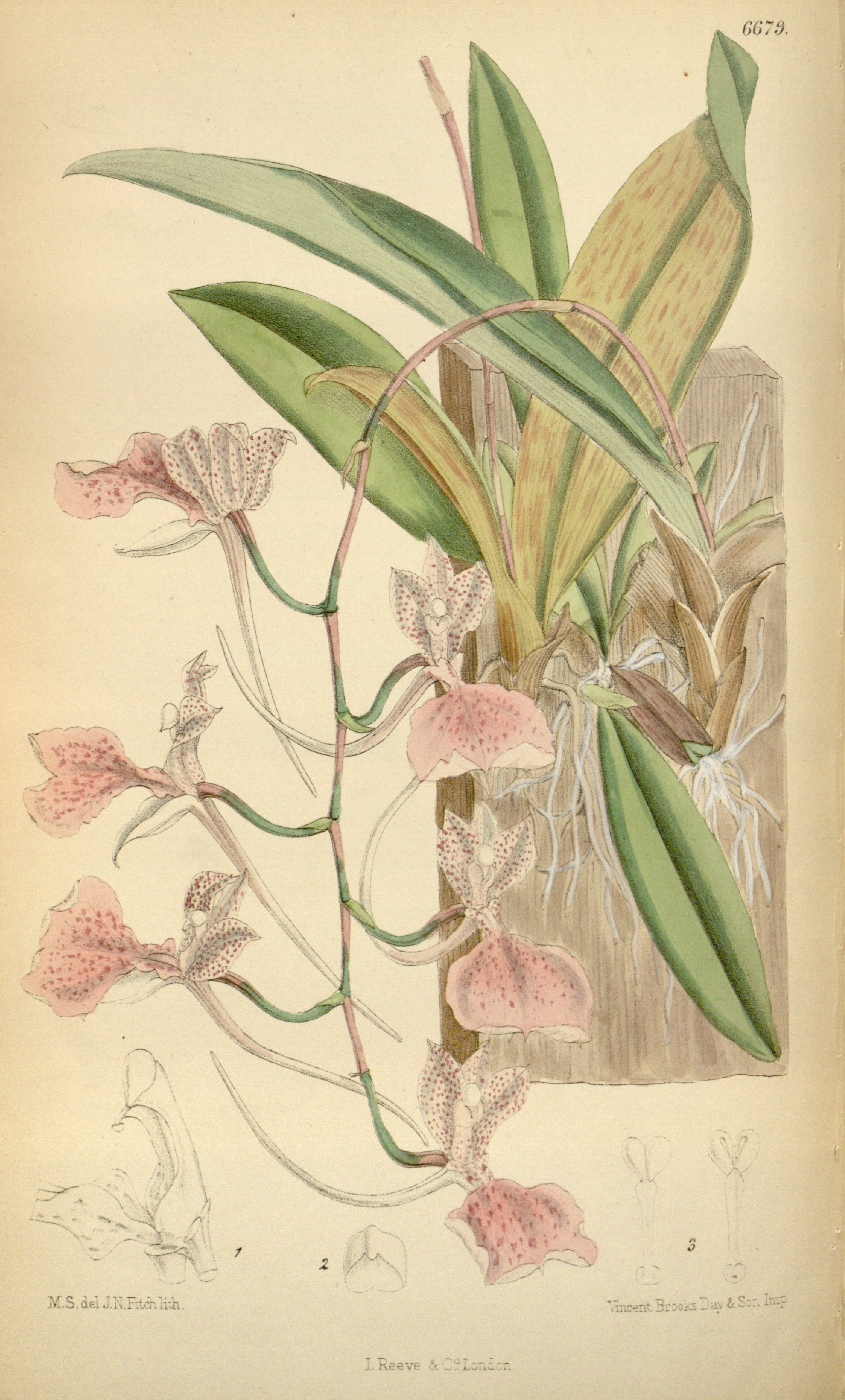
Ilustración

## Descripción
Es una orquídea de pequeño tamaño, con hábito de epífita con pseudobulbos muy cortos que llevan 2-3, hojas oblongas u oblongo-liguladas y obtusas. Florece en una inflorescencia  basal delicada, arqueada de 35 cm de largo, a veces, irregularmente ramificada con 4 a 8  flores de tamaño medio que aparecen en la mitad del invierno.

## Distribución y hábitat
Se encuentra en Boyacá, Meta, Cundinamarca y posiblemente Casanare en Colombia entre arbustos a lo largo de los cursos de agua, o árboles frutales en las elevaciones de 1200 a 2000 metros. 

## Taxonomía
Comparettia macroplectron fue descrita por Rchb.f. & Triana  y publicado en The Gardeners' Chronicle & Agricultural Gazette 1: 398. 1877.
Etimología
Comparettia: nombre genérico que lleva el nombre en honor del botánico italiano Andrea Comparetti.
macroplectron: epíteto latíno que significa "con grandes espuelas"